# Liste der Orte im Landkreis Ebersberg
Die Liste der Orte im Landkreis Ebersberg listet die 424 amtlich benannten Gemeindeteile (Hauptorte, Kirchdörfer, Pfarrdörfer, Dörfer, Weiler und Einöden) im Landkreis Ebersberg auf.

## Systematische Liste
Alphabet der Städte und Gemeinden mit den zugehörigen Orten.
- Anzing mit 19 Gemeindeteilen:
  - Pfarrdorf Anzing
  - Dörfer Frotzhofen, Lindach und Obelfing
  - Weiler Froschkern, Garkofen, Heilig Kreuz, Oberasbach, Unterasbach und Ziegelstadel
  - Einöden Auhofen, Boden, Höggerloh, Kaisersberg, Köppelmühle, Mauerstetten, Ranharting, Ried und Staudach

- Aßling mit 36 Gemeindeteilen:
  - Pfarrdorf Aßling
  - Kirchdörfer Dorfen, Loitersdorf, Lorenzenberg, Niclasreuth und Steinkirchen
  - Dörfer Längholz, Niederreit, Obereichhofen, Pörsdorf und Untereichhofen
  - Weiler Aßling, Haar, Hochreit, Holzen, Langkofen, Martermühle, Obstädt, Pfadendorf und Sonnenreit
  - Einöden Adelpolt, Ametsbichl, Ast, Bichl, Hainza, Osterwald, Pausmühle, Pürzelberg, Rammel, Setzermühle, Siegelmühle, Sixtenreit, Stelzenreit, Tegernau, Thaldorf und Wollwies

- Baiern mit 32 Gemeindeteilen:
  - Pfarrdorf Antholing
  - Kirchdorf Berganger
  - Dörfer Gailling, Großrohrsdorf und Netterndorf
  - Weiler Großesterndorf, Jakobsbaiern, Kleinesterndorf, Kleinrohrsdorf, Kreithann, Kulbing, Öd, Weidach, Weiher und Weiterskirchen
  - Einöden Einhaus, Engerling, Feuerreit, Haus, Hochreit, Hub, Köhlbründl, Lindach, Moos, Pfleg, Schnurr, Stroblberg, Waslmühle, Westerndorf und Witting
  - Anstalt Piusheim
  - Wallfahrtskirche (-kapelle) Frauenbründl

- Bruck mit 18 Gemeindeteilen:
  - Pfarrdorf Bruck
  - Kirchdörfer Alxing, Pullenhofen und Taglaching
  - Dorf Wildenholzen
  - Siedlung Pienzenau
  - Weiler Bauhof, Eichtling, Einharding, Hamberg, Hüttelkofen, Loch, Nebelberg und Schlipfhausen
  - Einöden Balharding, Doblbach, Feichten und Wildaching

- Stadt Ebersberg mit 38 Gemeindeteilen:
  - Hauptort Ebersberg
  - Pfarrdorf Oberndorf
  - Kirchdörfer Englmeng, Haselbach und Traxl
  - Dörfer Aßlkofen, Egglsee, Hörmannsdorf, Oberlaufing, Pollmoos, Reith, Rinding, Ruhensdorf, Sigersdorf und Vorderegglburg
  - Weiler Aepfelkam, Altmannsberg, Dieding, Gsprait, Halbing, Hinteregglburg, Kumpfmühle, Langwied, Mailing, Motzenberg, Neuhausen, Pötting, Unterlaufing, Weiding und Westerndorf
  - Einöden Au, Bärmühle, Kalteneck, Kaps, Reitgesing, Riedhof und Schrankenschneider
  - Forsthaus Sankt Hubertus

- Egmating mit 6 Gemeindeteilen:
  - Pfarrdorf Egmating
  - Kirchdorf Münster
  - Dörfer Neumünster, Neuorthofen und Orthofen
  - Weiler Lindach

- Emmering mit 36 Gemeindeteilen:
  - Pfarrdorf Emmering
  - Kirchdorf Kronau
  - Dörfer Bruckhof, Hinteraschau, Hirschbichl, Schalldorf und Westerberg
  - Weiler Angelsbruck, Einholz, Furth, Haus, Herrnholz, Hofberg, Mittermühle, Moos, Mühlbichl, Obermühle, Viecht, Wolkerding und Zimmerrain
  - Einöden Anger, Boign, Esterndorf, Froschlack, Garnreith, Garsbichl, Heumoos, Höheneich, Holzen, Mühlberg, Ried, Sanftlreith, Saum, Schuhlack, Wagenreith und Wollmannsberg

- Forstinning mit 18 Gemeindeteilen:
  - Pfarrdorf Forstinning
  - Dörfer Aitersteinering, Moos und Schwaberwegen
  - Weiler Kressirmühle (seit 31. Oktober 2012 Kressiermühle), Niederried, Sempt, Siegstätt, Steffelmühle und Wind
  - Kolonie Neupullach
  - Einöden Aich, Berg, Köckmühle, Salzburg, Schußmühle, Wagmühle und Wolfmühle

- Frauenneuharting mit 42 Gemeindeteile:
  - Pfarrdorf Frauenneuharting
  - Kirchdörfer Haging, Jakobneuharting, Lauterbach und Tegernau
  - Dörfer Eschenloh und Gersdorf
  - Weiler Aichat, Baumberg, Buch, Eichbichl, Graben, Haus, Heimgarten, Lochen, Moosen und Wimpersing
  - Einöden Alme, Anger, Biebing, Geisfeld, Großaschau, Hagenberg, Halbeis, Hinteraschau, Hochholz, Höhenberg, Hungerberg, Kleinaschau, Knogl, Lacke, Lettenberg, Lindach, Mayer am Haus, Oed, Raunstädt, Reith, Ried, Schaurach, Spezigraben, Stachet und Zell

- Markt Glonn mit 27 Gemeindeteilen:
  - Hauptort Glonn
  - Kirchdörfer Adling, Frauenreuth, Haslach und Schlacht
  - Dörfer Balkham, Mattenhofen, Steinhausen, Westerndorf und Wetterling
  - Weiler Doblberg, Hafelsberg, Herrmannsdorf, Kastenseeon, Kreuz, Mühlthal, Reinstorf und Ursprung
  - Einöden Filzen, Georgenberg, Mecking, Ödenhub, Reisenthal, Straß und Überloh
  - Anstalt Zinneberg
  - Gut Sonnenhausen

- Stadt Grafing b.München mit 27 Gemeindeteilen:
  - Hauptort Grafing b.München
  - Pfarrdorf Straußdorf
  - Kirchdorf Oberelkofen
  - Dörfer Dichau, Eisendorf, Gasteig, Gindlkofen, Grafing-Bahnhof, Haidling, Hesselfurt, Nettelkofen, Neudichau, Schammach, Unterelkofen und Wiesham
  - Weiler Aiterndorf, Bachhäusl, Bergfeld, Filzhof, Katzenreuth und Voglherd
  - Einöden Baumgartenmühle, Henneleiten, Loch, Pierstling und Schauerach
  - Siedlung Engerloh

- Hohenlinden mit 15 Gemeindeteilen:
  - Pfarrdorf Hohenlinden
  - Kirchdorf Kronacker
  - Dörfer Altstockach, Birkach, Kreith, Neumühlhausen, Neupullach und Neustockach
  - Weiler Altmühlhausen, Berg, Karlsdorf, Niederkaging und Oberkaging
  - Einöde Au
  - Forsthaus Sauschütt

- Markt Kirchseeon mit 9 Gemeindeteilen:
  - Hauptort Kirchseeon
  - Kirchdörfer Buch und Eglharting
  - Dörfer Forstseeon, Osterseeon und Riedering
  - Weiler Ilching
  - Einöde Neukirchen
  - Forsthaus Diana

- Markt Markt Schwaben mit 7 Gemeindeteilen:
  - Hauptort Markt Schwaben
  - Weiler Feichten
  - Einöden Hanslmühle, Haus, Paulimühle, Sägmühle und Staudham

- Moosach mit 12 Gemeindeteilen:
  - Pfarrdorf Moosach
  - Dörfer Falkenberg, Fürmoosen und Niederseeon
  - Weiler Baumhau, Berghofen, Gutterstätt, Oberseeon und Schattenhofen
  - Wallfahrtskirche (-kapelle) Altenburg
  - Einöden Deinhofen und Reit

- Oberpframmern mit 7 Gemeindeteilen:
  - Pfarrdorf Oberpframmern
  - Kirchdörfer Esterndorf und Niederpframmern
  - Dorf Tal
  - Weiler Schlag und Wolfersberg
  - Einöde Aich

- Pliening mit 10 Gemeindeteilen:
  - Pfarrdorf Gelting
  - Kirchdörfer Landsham und Pliening
  - Dorf Ottersberg
  - Weiler Unterspann
  - Einöden Erlmühle, Gerharding, Gigging, Schmalzmaier und Ziegler

- Poing mit 3 Gemeindeteilen:
  - Pfarrdorf Poing
  - Dörfer Angelbrechting und Grub

- Steinhöring mit 50 Gemeindeteilen:
  - Pfarrdorf Steinhöring
  - Kirchdörfer Sankt Christoph und Tulling
  - Dörfer Abersdorf, Berg, Endorf, Hintsberg, Schützen und Sensau
  - Weiler Aschau, Au, Dichtlmühle, Dietmering, Elchering, Etzenberg, Graben, Höhenberg, Holzhäusln, Kraiß, Niederaltmannsberg, Oberseifsieden, Ötzmann, Rupertsdorf, Schechen, Sprinzenöd, Unterseifsieden, Wall, Welling, Winkl und Zaißing
  - Einöden Blöckl, Buchschechen, Helletsgaden, Hofstett, Hub, Lehen, Lieging, Mayrhof, Meiletskirchen, Neuhardsberg, Oed, Oelmühle, Ranhartsberg, Rosenberg, Salzburg, Schätzl, Schweig, Stinau, Thailing, Untermeierhof und Winkl b.Sankt Christoph

- Vaterstetten mit 7 Gemeindeteilen:
  - Pfarrdörfer Baldham, Neufarn und Vaterstetten
  - Kirchdörfer Parsdorf, Purfing und Weißenfeld
  - Dorf Hergolding

- Zorneding mit 4 Gemeindeteilen:
  - Pfarrdorf Zorneding
  - Kirchdorf Pöring
  - Dörfer Ingelsberg und Wolfesing

## Alphabetische Liste
In Fettschrift erscheinen die Orte, die namengebend für die Gemeinde sind.

### A
- Abersdorf zu Steinhöring
- Adelpolt zu Aßling
- Adling zu Glonn
- Aepfelkam zu Ebersberg
- Aich zu Forstinning
- Aich zu Oberpframmern
- Aichat zu Frauenneuharting
- Aiterndorf zu Grafing b.München
- Aitersteinering zu Forstinning
- Alme zu Frauenneuharting
- Altenburg zu Moosach
- Altmannsberg zu Ebersberg
- Altmühlhausen zu Hohenlinden
- Altstockach zu Hohenlinden
- Alxing zu Bruck
- Ametsbichl zu Aßling
- Angelbrechting zu Poing
- Angelsbruck zu Emmering
- Anger zu Emmering
- Anger zu Frauenneuharting
- Antholing zu Baiern
- Anzing
- Aschau zu Steinhöring
- Aßling
- Aßling zu Aßling
- Aßlkofen zu Ebersberg
- Ast zu Aßling
- Au zu Ebersberg
- Au zu Hohenlinden
- Au zu Steinhöring
- Auhofen zu Anzing

### B
- Bachhäusl zu Grafing b.München
- Baldham zu Vaterstetten
- Balharding zu Bruck
- Balkham zu Glonn
- Bärmühle zu Ebersberg
- Bauhof zu Bruck
- Baumberg zu Frauenneuharting
- Baumgartenmühle zu Grafing b.München
- Baumhau zu Moosach
- Berg zu Forstinning
- Berg zu Hohenlinden
- Berg zu Steinhöring
- Berganger zu Baiern
- Bergfeld zu Grafing b.München
- Berghofen zu Moosach
- Bichl zu Aßling
- Biebing zu Frauenneuharting
- Birkach zu Hohenlinden
- Blöckl zu Steinhöring
- Boden zu Anzing
- Boign zu Emmering
- Bruck
- Bruckhof zu Emmering
- Buch zu Frauenneuharting
- Buch zu Kirchseeon
- Buchschechen zu Steinhöring

### D
- Deinhofen zu Moosach
- Diana zu Kirchseeon
- Dichau zu Grafing b.München
- Dichtlmühle zu Steinhöring
- Dieding zu Ebersberg
- Dietmering zu Steinhöring
- Doblbach (Bruck) zu Bruck
- Doblberg zu Glonn
- Dorfen zu Aßling

### E
- Ebersberg
- Egglsee zu Ebersberg
- Eglharting zu Kirchseeon
- Egmating
- Eichbichl zu Frauenneuharting
- Eichtling zu Bruck
- Einharding zu Bruck
- Einhaus zu Baiern
- Einholz zu Emmering
- Eisendorf zu Grafing b.München
- Elchering zu Steinhöring
- Emmering
- Endorf zu Steinhöring
- Engerling zu Baiern
- Engerloh zu Grafing b.München
- Englmeng zu Ebersberg
- Erlmühle zu Pliening
- Eschenloh zu Frauenneuharting
- Esterndorf zu Emmering
- Esterndorf zu Oberpframmern
- Etzenberg zu Steinhöring

### F
- Falkenberg zu Moosach
- Feichten zu Bruck
- Feichten zu Markt Schwaben
- Feuerreit zu Baiern
- Filzen zu Glonn
- Filzhof zu Grafing b.München
- Forstinning
- Forstseeon zu Kirchseeon
- Frauenbründl zu Baiern
- Frauenneuharting
- Frauenreuth zu Glonn
- Froschkern zu Anzing
- Froschlack zu Emmering
- Frotzhofen zu Anzing
- Fürmoosen zu Moosach
- Furth zu Emmering

### G
- Gailling zu Baiern
- Garkofen zu Anzing
- Garnreith zu Emmering
- Garsbichl zu Emmering
- Gasteig zu Grafing b.München
- Geisfeld zu Frauenneuharting
- Gelting zu Pliening
- Georgenberg zu Glonn
- Gerharding zu Pliening
- Gersdorf zu Frauenneuharting
- Gigging zu Pliening
- Gindlkofen zu Grafing b.München
- Glonn
- Graben zu Frauenneuharting
- Graben zu Steinhöring
- Grafing b.München
- Grafing-Bahnhof zu Grafing b.München
- Großaschau zu Frauenneuharting
- Großesterndorf zu Baiern
- Großrohrsdorf zu Baiern
- Grub zu Poing
- Gsprait zu Ebersberg
- Gutterstätt zu Moosach

### H
- Haar zu Aßling
- Hafelsberg zu Glonn
- Hagenberg zu Frauenneuharting
- Haging zu Frauenneuharting
- Haidling zu Grafing b.München
- Hainza zu Aßling
- Halbeis zu Frauenneuharting
- Halbing zu Ebersberg
- Hamberg zu Bruck
- Hanslmühle zu Markt Schwaben
- Haselbach zu Ebersberg
- Haslach zu Glonn
- Haus zu Baiern
- Haus zu Emmering
- Haus zu Frauenneuharting
- Haus zu Markt Schwaben
- Heilig Kreuz zu Anzing
- Heimgarten zu Frauenneuharting
- Helletsgaden zu Steinhöring
- Henneleiten zu Grafing b.München
- Hergolding zu Vaterstetten
- Herrmannsdorf zu Glonn
- Herrnholz zu Emmering
- Hesselfurt zu Grafing b.München
- Heumoos zu Emmering
- Hinteraschau zu Emmering
- Hinteraschau zu Frauenneuharting
- Hinteregglburg zu Ebersberg
- Hintsberg zu Steinhöring
- Hirschbichl zu Emmering
- Hochholz zu Frauenneuharting
- Hochreit zu Aßling
- Hochreit zu Baiern
- Hofberg zu Emmering
- Hofstett zu Steinhöring
- Höggerloh zu Anzing
- Höhenberg zu Frauenneuharting
- Höhenberg zu Steinhöring
- Höheneich zu Emmering
- Hohenlinden
- Holzen zu Aßling
- Holzen zu Emmering
- Holzhäusln zu Steinhöring
- Hörmannsdorf zu Ebersberg
- Hub zu Baiern
- Hub zu Steinhöring
- Hungerberg zu Frauenneuharting
- Hüttelkofen zu Bruck

### I
- Ilching zu Kirchseeon
- Ingelsberg zu Zorneding

### J
- Jakobneuharting zu Frauenneuharting
- Jakobsbaiern zu Baiern

### K
- Kaisersberg zu Anzing
- Kalteneck zu Ebersberg
- Kaps zu Ebersberg
- Karlsdorf zu Hohenlinden
- Kastenseeon zu Glonn
- Katzenreuth zu Grafing b.München
- Kirchseeon
- Kleinaschau zu Frauenneuharting
- Kleinesterndorf zu Baiern
- Kleinrohrsdorf zu Baiern
- Knogl zu Frauenneuharting
- Köckmühle zu Forstinning
- Köhlbründl zu Baiern
- Köppelmühle zu Anzing
- Kraiß zu Steinhöring
- Kreith zu Hohenlinden
- Kreithann zu Baiern
- Kressirmühle zu Forstinning (seit 31. Oktober 2012 Kressiermühle)
- Kreuz zu Glonn
- Kronacker zu Hohenlinden
- Kronau zu Emmering
- Kulbing zu Baiern
- Kumpfmühle zu Ebersberg

### L
- Lacke zu Frauenneuharting
- Landsham zu Pliening
- Längholz zu Aßling
- Langkofen zu Aßling
- Langwied zu Ebersberg
- Lauterbach zu Frauenneuharting
- Lehen zu Steinhöring
- Lettenberg zu Frauenneuharting
- Lieging zu Steinhöring
- Lindach zu Anzing
- Lindach zu Baiern
- Lindach zu Egmating
- Lindach zu Frauenneuharting
- Loch zu Bruck
- Loch zu Grafing b.München
- Lochen zu Frauenneuharting
- Loitersdorf zu Aßling
- Lorenzenberg zu Aßling

### M
- Mailing zu Ebersberg
- Markt Schwaben
- Martermühle zu Aßling
- Mattenhofen zu Glonn
- Mauerstetten zu Anzing
- Mayer am Haus zu Frauenneuharting
- Mayrhof zu Steinhöring
- Mecking zu Glonn
- Meiletskirchen zu Steinhöring
- Mittermühle zu Emmering
- Moos zu Baiern
- Moos zu Emmering
- Moos zu Forstinning
- Moosach
- Moosen zu Frauenneuharting
- Motzenberg zu Ebersberg
- Mühlberg zu Emmering
- Mühlbichl zu Emmering
- Mühlthal zu Glonn
- Münster zu Egmating

### N
- Nebelberg zu Bruck
- Nettelkofen zu Grafing b.München
- Netterndorf zu Baiern
- Neudichau zu Grafing b.München
- Neufarn zu Vaterstetten
- Neuhardsberg zu Steinhöring
- Neuhausen zu Ebersberg
- Neukirchen zu Kirchseeon
- Neumühlhausen zu Hohenlinden
- Neumünster zu Egmating
- Neuorthofen zu Egmating
- Neupullach zu Forstinning
- Neupullach zu Hohenlinden
- Neustockach zu Hohenlinden
- Niclasreuth zu Aßling
- Niederaltmannsberg zu Steinhöring
- Niederkaging zu Hohenlinden
- Niederpframmern zu Oberpframmern
- Niederreit zu Aßling
- Niederried zu Forstinning
- Niederseeon zu Moosach

### O
- Obelfing zu Anzing
- Oberasbach zu Anzing
- Obereichhofen zu Aßling
- Oberelkofen zu Grafing b.München
- Oberkaging zu Hohenlinden
- Oberlaufing zu Ebersberg
- Obermühle zu Emmering
- Oberndorf zu Ebersberg
- Oberpframmern
- Oberseeon zu Moosach
- Oberseifsieden zu Steinhöring
- Obstädt zu Aßling
- Öd zu Baiern
- Ödenhub zu Glonn
- Oed zu Frauenneuharting
- Oed zu Steinhöring
- Oelmühle zu Steinhöring
- Orthofen zu Egmating
- Osterseeon zu Kirchseeon
- Osterwald zu Aßling
- Ottersberg zu Pliening
- Ötzmann zu Steinhöring

### P
- Parsdorf zu Vaterstetten
- Paulimühle zu Markt Schwaben
- Pausmühle zu Aßling
- Pfadendorf zu Aßling
- Pfleg zu Baiern
- Pienzenau zu Bruck
- Pierstling zu Grafing b.München
- Piusheim zu Baiern
- Pliening
- Poing
- Pollmoos zu Ebersberg
- Pöring zu Zorneding
- Pörsdorf zu Aßling
- Pötting zu Ebersberg
- Pullenhofen zu Bruck
- Purfing zu Vaterstetten
- Pürzelberg zu Aßling

### R
- Rammel zu Aßling
- Ranharting zu Anzing
- Ranhartsberg zu Steinhöring
- Raunstädt zu Frauenneuharting
- Reinstorf zu Glonn
- Reisenthal zu Glonn
- Reit zu Moosach
- Reitgesing zu Ebersberg
- Reith zu Ebersberg
- Reith zu Frauenneuharting
- Ried zu Anzing
- Ried zu Emmering
- Ried zu Frauenneuharting
- Riedhof zu Ebersberg
- Riedering zu Kirchseeon
- Rinding zu Ebersberg
- Rosenberg zu Steinhöring
- Ruhensdorf zu Ebersberg
- Rupertsdorf zu Steinhöring

### S
- Sägmühle zu Markt Schwaben
- Salzburg zu Forstinning
- Salzburg zu Steinhöring
- Sanftlreith zu Emmering
- Sankt Christoph zu Steinhöring
- Sankt Hubertus zu Ebersberg
- Saum zu Emmering
- Sauschütt zu Hohenlinden
- Schalldorf zu Emmering
- Schammach zu Grafing b.München
- Schattenhofen zu Moosach
- Schätzl zu Steinhöring
- Schauerach zu Grafing b.München
- Schaurach zu Frauenneuharting
- Schechen zu Steinhöring
- Schlacht zu Glonn
- Schlag zu Oberpframmern
- Schlipfhausen zu Bruck
- Schmalzmaier zu Pliening
- Schnurr zu Baiern
- Schrankenschneider zu Ebersberg
- Schuhlack zu Emmering
- Schußmühle zu Forstinning
- Schützen zu Steinhöring
- Schwaberwegen zu Forstinning
- Schweig zu Steinhöring
- Sempt zu Forstinning
- Sensau zu Steinhöring
- Setzermühle zu Aßling
- Siegelmühle zu Aßling
- Siegstätt zu Forstinning
- Sigersdorf zu Ebersberg
- Sixtenreit zu Aßling
- Sonnenhausen zu Glonn
- Sonnenreit zu Aßling
- Spezigraben zu Frauenneuharting
- Sprinzenöd zu Steinhöring
- Stachet zu Frauenneuharting
- Staudach zu Anzing
- Staudham zu Markt Schwaben
- Steffelmühle zu Forstinning
- Steinhausen zu Glonn
- Steinhöring
- Steinkirchen zu Aßling
- Stelzenreit zu Aßling
- Stinau zu Steinhöring
- Straß zu Glonn
- Straußdorf zu Grafing b.München
- Stroblberg zu Baiern

### T
- Taglaching zu Bruck
- Tal zu Oberpframmern
- Tegernau zu Aßling
- Tegernau zu Frauenneuharting
- Thailing zu Steinhöring
- Thaldorf zu Aßling
- Traxl zu Ebersberg
- Tulling zu Steinhöring

### U
- Überloh zu Glonn
- Unterasbach zu Anzing
- Untereichhofen zu Aßling
- Unterelkofen zu Grafing b.München
- Unterlaufing zu Ebersberg
- Untermeierhof zu Steinhöring
- Unterseifsieden zu Steinhöring
- Unterspann zu Pliening
- Ursprung zu Glonn

### V
- Vaterstetten
- Viecht zu Emmering
- Voglherd zu Grafing b.München
- Vorderegglburg zu Ebersberg

### W
- Wagenreith zu Emmering
- Wagmühle zu Forstinning
- Wall zu Steinhöring
- Waslmühle zu Baiern
- Weidach zu Baiern
- Weiding zu Ebersberg
- Weiher zu Baiern
- Weißenfeld zu Vaterstetten
- Weiterskirchen zu Baiern
- Welling zu Steinhöring
- Westerberg zu Emmering
- Westerndorf zu Baiern
- Westerndorf zu Ebersberg
- Westerndorf zu Glonn
- Wetterling zu Glonn
- Wiesham zu Grafing b.München
- Wildaching zu Bruck
- Wildenholzen zu Bruck
- Wimpersing zu Frauenneuharting
- Wind zu Forstinning
- Winkl zu Steinhöring
- Winkl bei Sankt Christoph zu Steinhöring
- Witting zu Baiern
- Wolfersberg zu Oberpframmern
- Wolfesing zu Zorneding
- Wolfmühle zu Forstinning
- Wolkerding zu Emmering
- Wollmannsberg zu Emmering
- Wollwies zu Aßling

### Z
- Zaißing zu Steinhöring
- Zell zu Frauenneuharting
- Ziegelstadel zu Anzing
- Ziegler zu Pliening
- Zimmerrain zu Emmering
- Zinneberg zu Glonn
- Zorneding